# Cognitique
Ne doit pas être confondu avec Sciences cognitives.
La cognitique est une discipline de l’ingénierie qui se consacre à l’intégration des humains et des technologies numériques.
Si le terme a initialement été déposé par Jean-Michel Truong, le nom est tombé dans le domaine public et correspond aujourd’hui à une discipline universitaire. C'est un terme qui n'est pas traduit dans une autre langue.
Le dictionnaire Le Robert en ligne en donne la définition suivante : « Domaine associant les sciences cognitives, la robotique et l'intelligence artificielle. ». Selon Truong, le terme « cognitique » permet de décrire une branche des disciplines de l'ingénierie qui peut être rattachée au cadre plus global des sciences de l'information. Dans son acception actuelle, elle désignerait la science du traitement automatique de la connaissance, et les techniques qui y sont associées. En tant que tel, elle correspond donc à une partie bien précise des sciences cognitives, les éléments strictement homme-machine.
Dans les autres pays du monde, la cognitique au sens français du terme n'existe pas. Ses applications sont rattachées aux sciences informatiques et à leurs spécialités (telles que l'intelligence artificielle, la classification ou le design centré humain, le HAT pour Human-Machine teaming). De manière générale, on préfère aujourd'hui utiliser le terme de « technologies cognitives » (au pluriel) qui recouvre mieux le concept anglosaxon de « cognitive technology » (au singulier) ou celui d'ingénierie de la cognition. La cognitique est également parfois présentée comme « la science du cerveau humain dans les technologies du futur, notamment numériques ».

## Historique
La cognitique en tant que discipline d'étude naît de manière non conventionnelle et non-académique. Dans le contexte académique, une discipline et sa dénomination émergent généralement au fil du temps à partir des usages communs d'une communauté de chercheurs. Le terme « cognitique » fut pour ce qui le concerne créé de toutes pièces par Jean-Michel Truong lorsqu'il était consultant. Le terme a fait l'objet d’un enregistrement en tant que marque auprès de l'INPI en 1983.
Jean-Michel Truong définit alors la cognitique comme « discipline scientifique et pratique technique, branche de l'informatique, qui a pour objet l'acquisition et la représentation formelle des connaissances et des modes de raisonnement, en vue de leur simulation à l'aide d'ordinateurs »,.
En 1999, Claude Allègre, ministre de l’éducation nationale, de la recherche et de l’enseignement technologique, lance le programme « cognitique » comme Action Concertée Incitative du domaine des sciences humaines et sociales. Cette « action concertée incitative (ACI) " Cognitique " a été lancée avec l'objectif d'impulser la recherche dans les sciences cognitives par le développement de collaborations entre, d'une part, les sciences humaines et sociales et, d'autre part, les neurosciences et les sciences pour l'ingénieur (informatique, robotique) ». Ce programme est poursuivi en 2001 par Roger-Gérard Schwartzenberg, ministre de la recherche.
La cognitique a été reconnue par la commission des titres d'ingénieur depuis 2003 en tant que discipline d'ingénierie. Elle est l’une des rares disciplines académiques dérivées d'une marque commerciale déposée, comme l’a été l’informatique fondée à partir du nom de la société (SIA) créée en 1962 par Philippe Dreyfus. Elle est indexée à la rubrique « Systèmes d'information » de la Conférence des directeurs des écoles françaises d'ingénieurs comme sous-discipline des sciences de l'information. Telle que définie, c'est une discipline de l’ingénierie qui associe l'automatique, l'informatique, les sciences cognitives, les sciences humaines et sociales ainsi que celles de la vie.
Cette forme inhabituelle d'émergence d'une discipline académique (définition par un individu et dépôt légal de marque) et de la terminologie qui la décrit est source de confusion : le terme cogniticien décrit parfois un spécialiste de la cognitique, et parfois un spécialiste de la cognition humaine ou artificielle et des sciences cognitives. De fait, l'ingénieur formé en France dans un cursus de cognitique est généralement un informaticien ayant une double compétence en modélisation et en sciences sociales, un analyste, ou un ergonome des interfaces homme-machine, mais rarement un cogniticien au sens de linguiste, neurologue, sociologue, designer ou psychologue.

### Disciplines d'études
Dans les cursus d’ingénierie qui enseignent la cognitique en France, les domaines d'apprentissage sont généralement relatifs à l'acquisition et la capitalisation de connaissances, à la conception et l'intégration d'interfaces hommes-systèmes, à la robotique et aux techniques de l'intelligence artificielle (aussi bien abordée en tant que systèmes experts en relation avec le risque industriel ou la formation que comme systèmes connexionnistes dans la simulation ou le contrôle et la classification automatique).

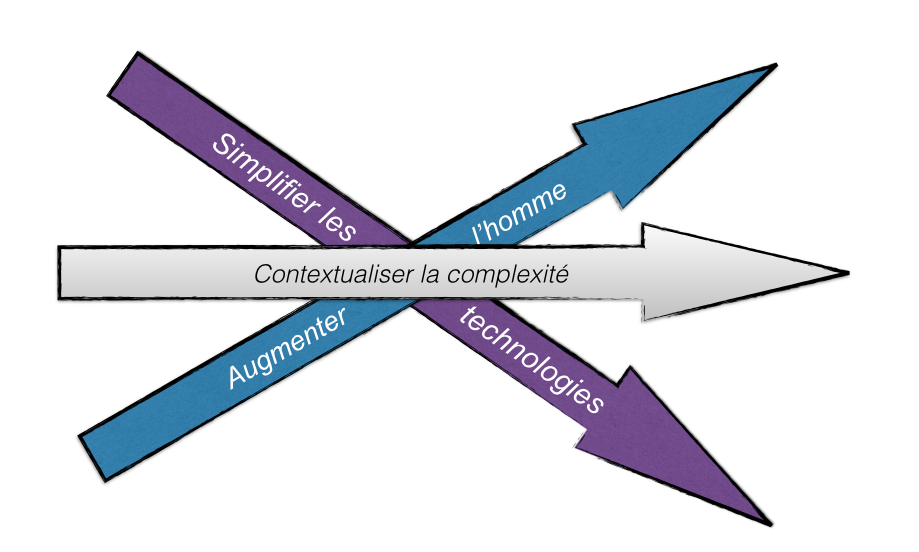
Les trois sources de la cognitique.

On notera que les sujets d'étude revendiqués par la cognitique se retrouvent, à l'exception de ses composantes en sciences humaines et sociales et en design, sous une forme identique dans les cursus universitaires d'informaticiens, mais sous une dénomination en rapport avec l'informatique. Ainsi, la classification rattachée aux méthodes modernes d'apprentissage automatique, l'intelligence artificielle, elle aussi englobée dans le cadre général de l'apprentissage automatique avec des algorithmes tels que SVM ou les réseaux de neurones, ou encore le traitement du signal et le traitement automatique du langage naturel sont autant de disciplines revendiquées par la cognitique, mais présentes dans les cursus classiques d'informatique, le plus souvent au niveau Master.
Certains sujets abordés par la cognitique tels que les systèmes embarqués, les capteurs, se retrouvent également dans des cursus d'ingénierie télécom ou d'électronique. Un autre pan des sujets enseignés ou développés en recherche portent sur l'ergonomie, l'utilisabilité et l'intégration homme-système, avec des volets applicatifs affirmés sur l'augmentation des capacités, la fiabilité et le confort des utilisateurs de systèmes techniques, sujets que l'on rencontre dans certains cursus d'ergonomie ou de sciences cognitives ou d’IA (IA de confiance). De manière complémentaire, un autre volet concerne la facilitation de la compréhension de l’humain par la machine ou les algorithmes d’IA. La cognitique aborde alors cette double direction de la compréhension mutuelle dans la problématique du HAT (Human-machine teaming). Elle s’intéresse également, dans cette perspective, au transfert de connaissances ou de représentations entre humains, à sa facilitation, sa robustesse et sa performance, transfert medié par les technologies numériques.

## Cursus
L'Institut National Polytechnique de Bordeaux (Bordeaux-INP) propose une formation d'ingénieur double compétence STIC-SHS de l'École nationale supérieure de cognitique (ENSC).
D'autres établissements proposent des formations d'ingénieurs de la cognition mais ne revendiquent pas explicitement le titre de formation à la cognitique.
L'université de Bourgogne propose une formation de master en ingénierie cognitive des apprentissages et technologies pour la formation. L'Institut polytechnique de Grenoble propose un master en « ingénierie de la cognition, de la création et des apprentissages ». L'université de technologie de Compiègne propose une spécialité doctorale en « technologies cognitives, management de l'innovation et systèmes complexes ». L'université de Grenoble propose une spécialité doctorale d'« ingénierie de la cognition, de l’interaction, de l’apprentissage et de la création ». L'université de Bordeaux propose une spécialité doctorale d'« automatique, productique, signal et image, ingénierie cognitique ».
Des formations de niveau doctoral sont proposées comme spécialité dans certaines écoles d'ingénieurs.